# Biombo de Coromandel

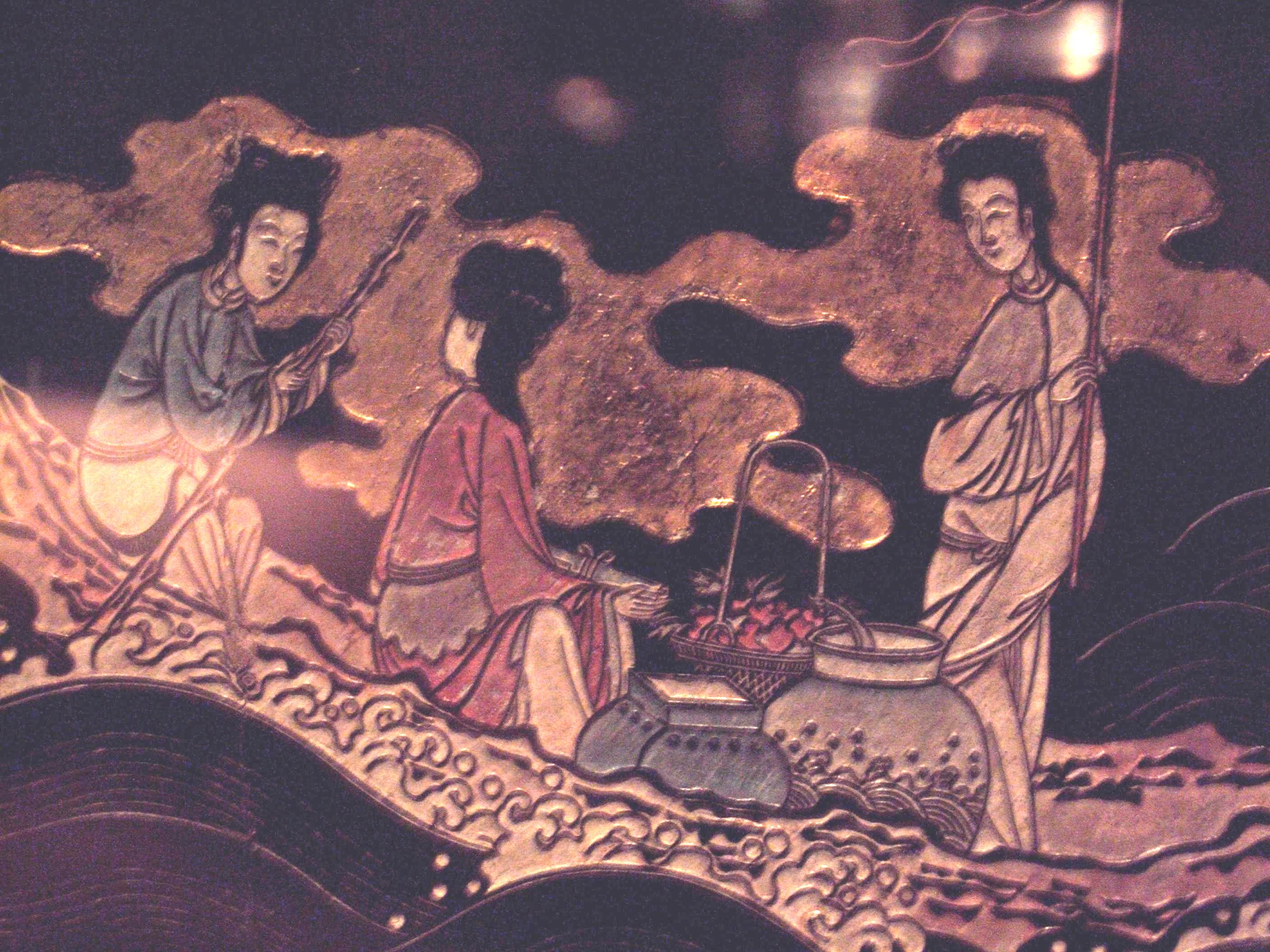
Motivos cotidianos en un biombo de Coromandel

Un biombo de Coromandel es una pantalla plegable formada por varios paneles de madera recubiertos de laca negra y a menudo, con representaciones de la vida cotidiana china o bien motivos paisajísticos, usando con frecuencia el oro como principal color para pintar, así como la adhesión de piedras semipreciosas como el jade. Se calcula que los primeros biombos de Coromandel se empezaron a realizar en China del Norte durante la Dinastía Qing.
A pesar de ser parte de la cultura china, el nombre proviene de la costa de Coromandel, en la India, donde los biombos y demás piezas de arte chinas eran embarcadas en buques transportadores de mercancías hacia Europa, llegando los primeros biombos a finales del siglo XVII.